# 2012 a labdarúgásban
Ez a szócikk 2012 labdarúgással kapcsolatos eseményeit mutatja be.

## Az egyes labdarúgó-bajnokságok győztesei

### AFC-országok
- Ausztrália: Brisbane Roar
- Bahrein: Riffa SC
- Banglades: Abahani Limited
- Bhután: Druk Pol FC
- Kína: Guangzhou Evergrande
- Guam: Quality Distributors
- Hong Kong: Kitchee
- India: Dempo SC
- Irán: Sepahan FC
- Irak: Erbil SC
- Jordánia: Al-Faisaly FC
- Japán: Sanfrecce Hiroshima
- Dél-Korea: FC Szöül
- Észak-Korea: 4.25 Sportszövetség
- Libanon: Al-Safa' SC
- Szaúd-Arábia: Es-Sabáb
- Malajzia: Kelantan FA
- Nepál: Nepal Police Club
- Katar: Lekhwiya SC
- Omán: Fanja SC
- Szingapúr: Tampines Rovers FC
- Thaiföld: Muangthong United FC
- Türkmenisztán: FC Balkan
- Tajvan: Taiwan Power Company FC
- Egyesült Arab Emírségek: Al Ain FC
- Üzbegisztán: FC Pakhtakor Tashkent
- Vietnám: SHB Đà Nẵng FC
- Jemen: Shaab Ibb SSC

### UEFA-országok
- Albánia: KF Skënderbeu Korçë
- Andorra: FC Lusitanos
- Ausztria: FC Red Bull Salzburg
- Azerbajdzsán: Neftçi PFK
- Fehéroroszország: FK BATE Bariszav
- Belgium: RSC Anderlecht
- Bosznia-Hercegovina: FK Željezničar Sarajevo
- Bulgária: PFC Ludogorets Razgrad
- Horvátország: GNK Dinamo Zagreb
- Ciprus: AÉ Lemeszú
- Csehország: FC Viktoria Plzeň
- Dánia: FC København
- Anglia: Manchester City FC
- Észtország: JK Nõmme Kalju
- Feröer-szigetek: B36 Tórshavn
- Finnország: Helsingin JK
- Franciaország: Montpellier Hérault SC
- Grúzia: SZK Zesztaponi
- Németország: Borussia Dortmund
- Görögország: Olimbiakósz
- Magyarország: Debreceni VSC
- Izland: KR Reykjavík
- Írország: Sligo Rovers FC
- Izrael: Hapóél Íróní Kirjat Smóná
- Olaszország: Juventus FC
- Kazahsztán: Sahter Karagandi FK
- Lettország: FK Ventspils
- Litvánia: FK Ekranas
- Luxemburg: F91 Dudelange
- Macedónia: FK Škendija
- Málta: Valletta FC
- Moldova: FC Dacia Chișinău
- Montenegró: FK Budućnost Podgorica
- Hollandia: AFC Ajax
- Észak-Írország: Linfield FC
- Norvégia: Molde FK
- Lengyelország: WKS Śląsk Wrocław
- Portugália: FC Porto
- Románia: CFR Cluj
- Oroszország: FK Zenyit Szankt-Petyerburg
- San Marino: SP Tre Penne
- Skócia: Celtic FC
- Szerbia: FK Partizan
- Szlovákia: MŠK Žilina
- Szlovénia: NK Maribor
- Spanyolország: Real Madrid CF
- Svédország: IF Elfsborg
- Svájc: FC Basel
- Törökország: Galatasaray SK
- Ukrajna: FK Sahtar Doneck
- Wales: The New Saints FC

### CONMEBOL-országok
- Argentína Clausura: Arsenal de Sarandí
- Argentína Inicial: Vélez Sarsfield
- Brazília: Fluminense FC
- Uruguay: Club Nacional de Football

### CONCACAF-országok
- Mexikó Clausura: Club Santos Laguna
- Mexikó Apertura: Club Tijuana
- / USA/Kanada: Los Angeles Galaxy

## Kontinentális kupák

### Klubcsapatok
| Régió                              | Torna                                | Bajnok            | Cím |
| ---------------------------------- | ------------------------------------ | ----------------- | --- |
| AFC (Ázsia)                        | AFC-bajnokok ligája                  | Ulsan Hyundai     | 1.  |
| AFC (Ázsia)                        | AFC-kupa                             | Kuwait SC         | 2.  |
| AFC (Ázsia)                        | Elnök kupája                         | Istiqlol Dushanbe | 1.  |
| CAF (Afrika)                       | CAF-bajnokok ligája                  | el-Ahlí           | 7.  |
| CAF (Afrika)                       | CAF-kupa                             | AC Léopards       | 1.  |
| CAF (Afrika)                       | CAF-szuperkupa                       | MAS Fez           | 1.  |
| CONCACAF (Észak- és Közép-Amerika) | CONCACAF-bajnokok ligája             | Monterrey         | 2.  |
| CONMEBOL (Dél-Amerika)             | Copa Libertadores                    | Corinthians       | 1.  |
| CONMEBOL (Dél-Amerika)             | Copa Sudamericana                    | São Paulo         | 1.  |
| CONMEBOL (Dél-Amerika)             | Recopa Sudamericana                  | Santos            | 1.  |
| OFC (Óceánia)                      | OFC-bajnokok ligája                  | Auckland City     | 4.  |
| UEFA (Európa)                      | UEFA-bajnokok ligája                 | Chelsea           | 1.  |
| UEFA (Európa)                      | Európa-liga                          | Atlético Madrid   | 2.  |
| UEFA (Európa)                      | UEFA-szuperkupa                      | Atlético Madrid   | 2.  |
| UAFA (Arab országok)               | Perzsa-öbölbeli Kupagyőztesek Kupája | Al-Muharraq SC    | 1.  |
| FIFA (Nemzetközi)                  | FIFA-klubvilágbajnokság              | Corinthians       | 2.  |

### Válogatottak
| Régió                    | Torna                   | Bajnok                                 |
| ------------------------ | ----------------------- | -------------------------------------- |
| AFC (Ázsia)              | U16-os Ázsia-bajnokság  | Üzbegisztán (1. cím) Japán             |
| CAF (Afrika)             | Afrikai nemzetek kupája | Zambia (1. cím) Elefántcsontpart Mali  |
| UEFA (Európa)            | Európa-bajnokság        | Spanyolország (3. cím) Olaszország     |
| UEFA (Európa)            | U19-es Európa-bajnokság | Spanyolország (9. cím) Görögország     |
| OFC (Óceánia)            | OFC-nemzetek kupája     | Tahiti (1. cím) Új-Kaledónia Új-Zéland |
| UAFA (Arab országok)     | Arab nemzetek kupája    | Marokkó (1. cím) Líbia Irak            |
| NOB (Olimpiai Bizottság) | 2012-es olimpia         | Mexikó (1. cím) Brazília Dél-Korea     |